# Håbo (đô thị)
Đô thị Håbo (tiếng Thụy Điển: Håbo kommun) là một đô thị ở hạt Uppsala của Thụy Điển. Thủ phủ là thị xã Håbo. Dân số thời điểm 31 tháng 12 năm 2000 là 17468 người.